# Governo della Francia
Il Governo della Francia (in francese: Gouvernement français), ufficialmente Governo della Repubblica francese (in francese: Gouvernement de la République française) è uno dei due organi del potere esecutivo francese. Esso determina e conduce la politica della nazione.

## Composizione
I membri del governo sono divisi in un preciso ordine gerarchico di cui non esiste alcuna traccia scritta:
- il Primo ministro: capo del governo;
- i Ministri di Stato: il titolo è oggi puramente simbolico e sottolinea l'importanza del Ministro o del suo dicastero;
- i Ministri: che dirigono i ministeri;
- i Ministri delegati: posti sotto l'autorità di uno dei Ministri o, più raramente, del Primo Ministro, hanno in delega alcune competenze; figura assimilabile ad un Ministro senza portafoglio;
- i Segretari di Stato: hanno incarichi molto simili a quelli dei Ministri delegati.

I ministri delegati e i segretari di Stato non partecipano al Consiglio dei ministri (gabinetto di governo), salvo i casi in cui la loro presenza sia richiesta dall'ordine del giorno.
L'incarico di ministro è incompatibile con una serie di attività professionali. Il divieto di cumulo delle cariche riguarda attività private e la maggior parte degli incarichi pubblici compreso il mandato parlamentare. Tutto ciò per evitare pressioni o influenze esterne sui ministri e per permettere loro di dedicarsi a tempo pieno al loro ministero. Si possono però mantenere le cariche locali, anche se la decisione di Lionel Jospin d'imporre uno stretto divieto di cumulo ha fatto giurisprudenza.

## Competenze
Al Governo spetta determinare e condurre la politica della nazione, secondo quanto stabilisce l'articolo 20 della Costituzione del 1958. La definizione delle politiche e degli obiettivi governativi si traduce nella elaborazione di progetti di legge e di decreti. Tutti i progetti di legge così come alcuni tipi di decreti vanno approvati dal Consiglio dei ministri. Infatti è nel Consiglio dei ministri che il governo definisce collettivamente la sua politica e stabilisce le misure necessarie per porle in atto. L'azione governativa appare qui  in una delle sue dimensioni fondamentali: la collegialità. L'azione del governo si avvale dell'esercito  e della pubblica amministrazione, di cui determina l'orientamento.

## Funzionamento
Il Consiglio dei ministri si riunisce ogni mercoledì mattina sotto la presidenza del Presidente della Repubblica, quest'organismo incarna la collegialità del lavoro del governo. Ma gran parte del lavoro si svolge altrove, nei singoli ministeri e nelle riunioni, comitati o Consigli interministeriali. Peraltro, l'intervento del Primo Ministro o dei suoi collaboratori durante le varie riunioni garantisce l'efficacia e la coerenza delle misure e delle decisioni che vi vengono prese.